# Arja Saijonmaa

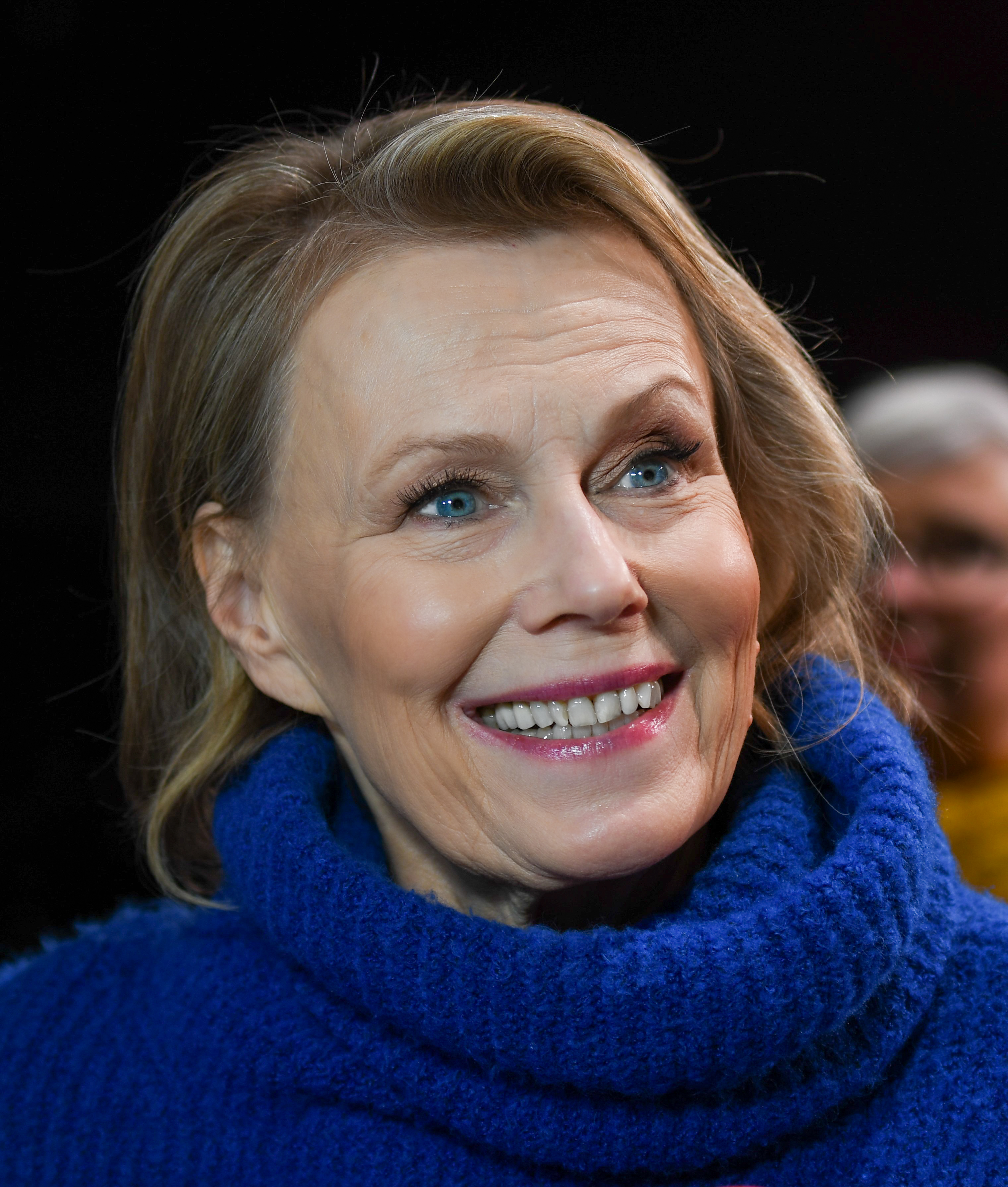
Arja Saijonmaa (2019)

Arja Enni Helena Saijonmaa (* 1. Dezember 1944 in Mikkeli, Finnland) ist eine finnische Sängerin.

## Leben
Arja Saijonmaa ist die Tochter eines Zahnarztes und einer Pianistin. Nach ihrem Schulabschluss 1964 studierte sie dank eines Fulbright-Stipendiums am Stephens College in Columbia, Missouri. Sie erwarb einen Associate in Arts und kehrte nach Finnland zurück, wo sie an der Universität Helsinki einen Master in Theater-, Literatur- und Musikwissenschaften erwarb. An der Sibelius-Akademie studierte sie Piano. An der Konsthögskolan in Helsinki studierte sie Film und nahm von 1966 intensiv am Studententheater teil, wobei sie in Kleinstrollen in finnischen Spielfilmen wie Die Braut von Lapua und Die Zeit der Rosen mitspielte.
Ab 1970 verband sie eine Freundschaft mit dem griechischen Komponisten Mikis Theodorakis, dessen Lieder sie interpretierte. Auf der Begräbnisfeier für den ermordeten schwedischen Ministerpräsidenten Olof Palme trug sie im März 1986 auf Wunsch von Lisbet Beck-Friis, der Witwe Palmes, das Theodorakis-Lied O Kaimos vor.
Saijonmaa versuchte mehrfach am Eurovision Song Contest teilzunehmen. Mit ihrem Lied Talvilintu versuchte sie 1971 am finnischen Melodifestivalende, Vorentscheid für den Eurovision Song Contest 1971, teilzunehmen. Einen zweiten Versuch unternahm sie 1987 mit dem von Lasse Holm geschriebenen und komponierten Lied Högt över havet, dieses Mal beim schwedischen Melodifestivalen. Mit nur einem Punkt Unterschied unterlag sie schließlich als Zweitplatzierte gegenüber Lotta Engberg und deren Lied Fyra Bugg & en Coca Cola, die wiederum beim Eurovision Song Contest 1987 in Brüssel den zwölften Platz belegte. Bei ihrer Teilnahme am Melodifestivalen im Jahr 2005 belegte sie in mit ihrem Lied Vad du än trodde så trodde du fel den letzten Platz ihres Halbfinales. Auch beim Melodifestivalen 2019 schaffte sie es mit ihrem Beitrag Mina fyra årstider (deutsch: Meine vier Jahreszeiten) als Letztplatzierte nicht, sich für eine weitere Runde des Wettbewerbs zu qualifizieren.
Politisch war Saijonmaa für die moderat liberale finnische Schwedische Volkspartei tätig. Für den Hohen Flüchtlingskommissar der Vereinten Nationen wurde sie als Botschafterin ernannt. Eine Funktion, die zuvor Richard Burton, Sophia Loren und Udo Jürgens innehatten.
Saijonmaa lebt in Paris und Stockholm.

## Diskografie (Auswahl)

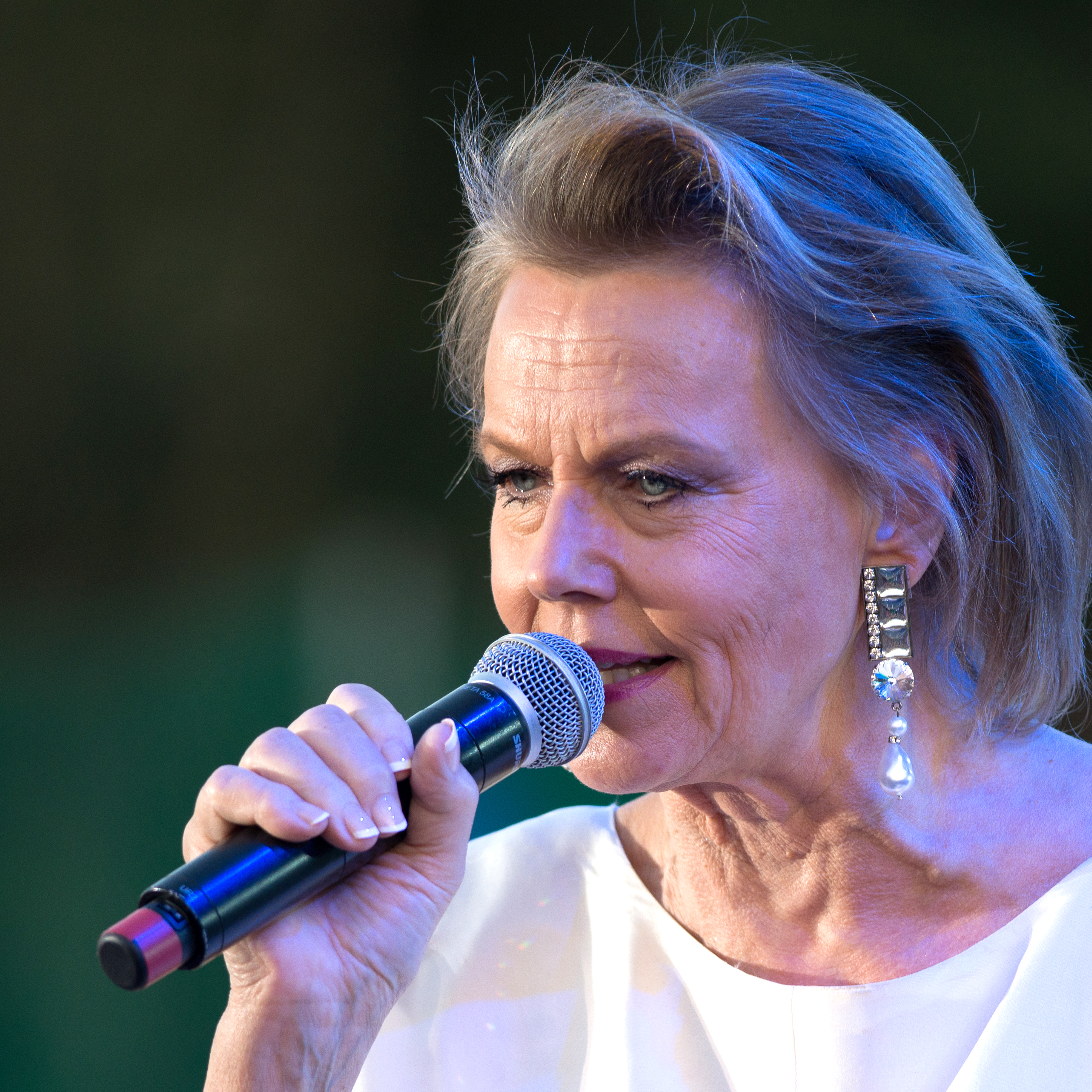
Arja Saijonmaa (2014)

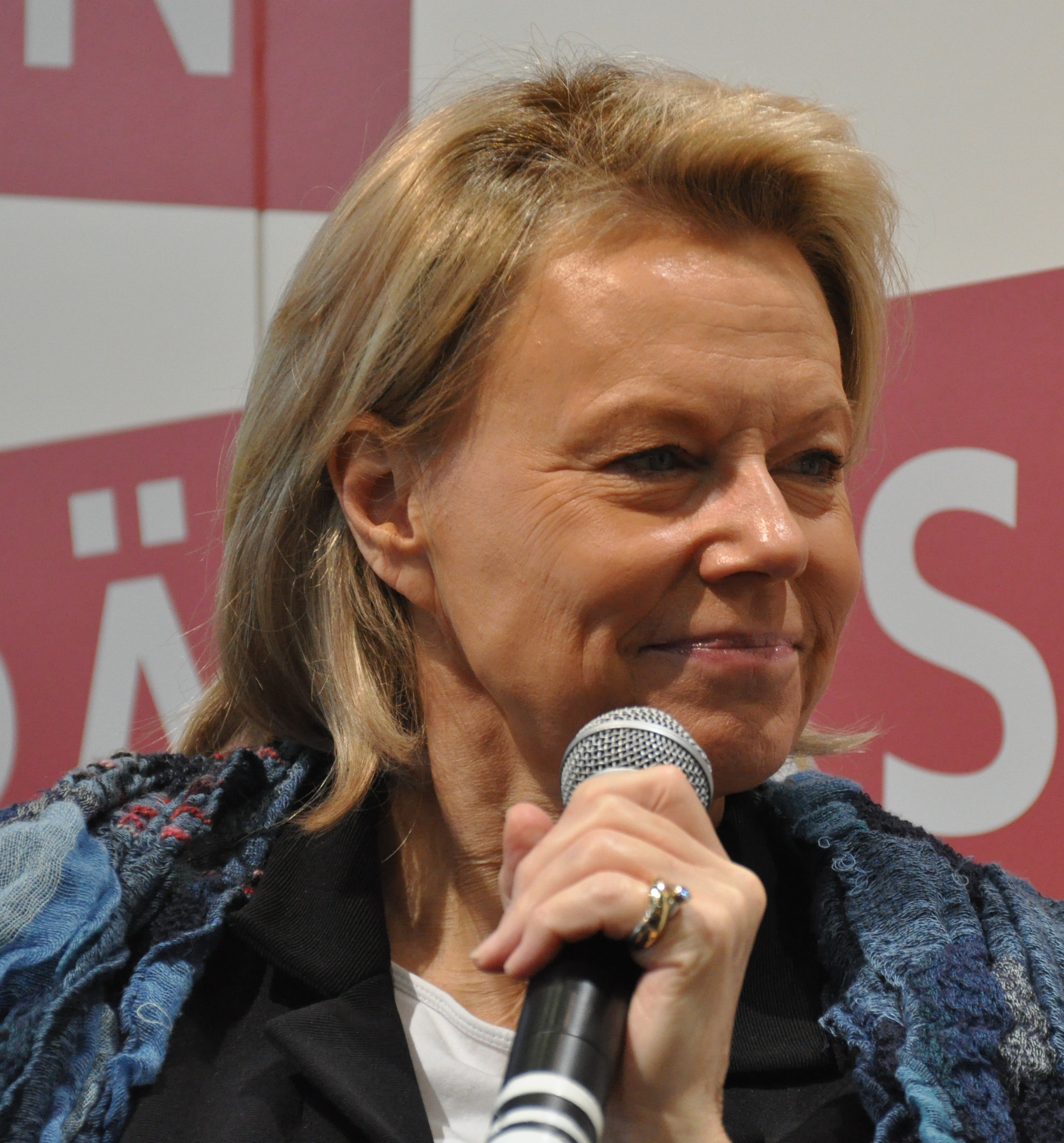
Arja Saijonmaa (2011)

### Alben (Finnisch)
| Jahr | Titel          | Höchstplatzierung, Gesamtwochen, AuszeichnungChartsChartplatzierungen (Jahr, Titel, Platzierungen, Wochen, Auszeichnungen, Anmerkungen) | Anmerkungen |
| Jahr | Titel          | FI | Anmerkungen |
| ---- | -------------- | --- | ----------- |
| 2000 | Sydänten silta | FI35 (1 Wo.)FI |             |

Weitere Alben
- Laula kanssani toveri (1972)
- Arja Saijonmaa & Mikis Theodorakis (1972)
- Koko yön minun poikani valvoi (1973)
- Huomenta sydämeni (1975)
- Jokainen arkiaamu (1979)
- Miten voin kyllin kiittää (1979)
- Ruotsiin ja takaisin (1981, FI: Gold)
- Ystävän laulu (1983)
- Valitut laulut (1986, FI: Gold)
- Arja Saijonmaa & George de Godzinsky Finlandia-talossa (1986)
- Yhteinen taivas ja maa (1989)
- Paijaa mua (1993)
- La Cumparsita (1994)
- Rakkaus on rohkeutta (2006)

### Alben (Schwedisch)
| Jahr | Titel                            | Höchstplatzierung, Gesamtwochen, AuszeichnungChartsChartplatzierungen (Jahr, Titel, Platzierungen, Wochen, Auszeichnungen, Anmerkungen) | Anmerkungen |
| Jahr | Titel                            | SE | Anmerkungen |
| ---- | -------------------------------- | --- | ----------- |
| 1977 | Det är tid att sjunga sånger     | SE11 (19 Wo.)SE |             |
| 1978 | I Stockholms Konserthus 9.1.1978 | SE14 (4 Wo.)SE |             |
| 1979 | Jag vill tacka livet             | SE3 (8 Wo.)SE |             |
| 1981 | Sånger från asfalt och ängar     | SE27 (3 Wo.)SE |             |
| 1987 | Högt över havet                  | SE13 (6 Wo.)SE |             |
| 2002 | 100% Arja Saijonmaa              | SE39 (2 Wo.)SE |             |

Weitere Alben
- Leksaker och parfym (1982)
- Arja sjunger Zarah (1988)
- Samma himmel samma sol (1989)
- La Cumparsita (1994)
- En bro av gemenskap (1999)
- Dig har jag kär... (2014)

### Singles (Schwedisch)
| Jahr | Titel Album                         | Höchstplatzierung, Gesamtwochen, AuszeichnungChartsChartplatzierungen (Jahr, Titel, Album, Platzierungen, Wochen, Auszeichnungen, Anmerkungen) | Anmerkungen |
| Jahr | Titel Album                         | SE | Anmerkungen |
| ---- | ----------------------------------- | --- | ----------- |
| 1987 | Högt över havet                     | SE14 (2 Wo.)SE |             |
| 2005 | Vad du än trodde så trodde du fel – | SE53 (1 Wo.)SE |             |

## Filmografie (Auswahl)
- 1967: Die Braut von Lapua (Lapualaismorsian)
- 1969: Die Zeit der Rosen (Ruusujen aika)
- 1985: Unter dem Nordlicht (Havlandet)